# Fiscal
|  | Per a altres significats, vegeu «Fiscal (desambiguació)». |

El fiscal és el funcionari públic (magistrat en alguns països), integrant del Ministeri Públic, que porta materialment la direcció de la investigació criminal i l'exercici de l'acció penal pública; és a dir, és a qui correspon exercir directament i concreta les funcions i atribucions d'aquest Ministeri, en els casos que coneix.
A causa que el Ministeri Públic sol estar constituït per un gran nombre d'agents o fiscals, la majoria de les legislacions estableixen com a principi bàsic el de la unitat d'actuació, que pretén evitar la duplicació o interferència d'aquests en les seves tasques i funcions.
Al seu torn, la seva assignació territorial (en districtes o circumscripcions) està establerta a la llei, encara que habitualment sota un esquema de flexibilitat i adequació a les necessitats fluctuants de persecució criminal, en què intervenen les màximes autoritats del ministeri.
La distribució dels casos entre els diversos fiscals, en general, pot ser realitzada pel superior jeràrquic, sobre la base de certs criteris objectius establerts en la llei, com ara la càrrega de treball, l'especialització i l'experiència. Encara que, en principi, regeix una regla de torn de treball, en virtut de la qual els correspon assumir tots els casos que es produeixin en aquest període, dins l'àmbit territorial assignat, fins al seu tancament o conclusió.

## Exercici de les seves funcions
Els fiscals assumeixen unipersonalment les causes, però en la majoria de les legislacions, per raons de millor atenció del procés o per la seva complexitat, volum, importància o transcendència, les autoritats del Ministeri Públic poden disposar que més d'un fiscal assumeixi l'atenció del cas (o, també, pot ser assignat a un de major grau jeràrquic).
A més, un fiscal no pot dirigir una recerca ni exercir l'acció penal pública sobre determinats fets punibles (i ha de ser reemplaçat), quan es configura, al seu respecte, una causal legal d'inhabilitat, les quals estan, generalment, fundades en l'interès particular en el delicte o l'amistat, enemistat o relació amb els partícips de tal fet.
Aquests funcionaris, en els casos que tenen al seu càrrec, exerceixen les seves funcions amb independència i autonomia, sota els principis de legalitat i objectivitat, i practiquen totes les diligències que siguin conduents a l'èxit de la investigació criminal, sent responsables, en l'exercici de les seves funcions, en l'àmbit civil, penal i disciplinari.
Habitualment estan facultats per impartir instruccions particulars a la policia, respecte de cada causa (sense perjudici que tota actuació que restringeix o afecta drets fonamentals, requereix per regla general d'autorització judicial prèvia).
No obstant això, les autoritats i direccions del Ministeri Públic, en els diferents sistemes, solen exercir un control jeràrquic més o menys permanent dels agents de la seva dependència, que s'estén tant a l'eficàcia i eficiència en el compliment dels seus objectius, com a la legalitat i oportunitat de les seves actuacions.
Així mateix, generalment la màxima autoritat del ministeri pot dictar instruccions generals, fixant els criteris d'actuació dels fiscals, per al compliment dels seus objectius, però no pot donar instruccions o ordenar realitzar o ometre la realització d'actuacions en casos particulars. No obstant això, els agents fiscals habitualment estan obligats a obeir les instruccions particulars que els seus superiors immediats els donen respecte a un cas que els ha estat assignat, llevat que considerin que és manifestament arbitrària o que atempta contra les disposicions de la constitució o la llei.